# Комишанський заказник
Комиша́нський заказник — ентомологічний заказник місцевого значення в Україні. Розташований у межах Недригайлівського району Сумської області, 1 км на північ від села Комишанка.

## Опис
Площа 4 га. Статус присвоєно згідно з рішенням облвиконкому від 21.11.1984 року № 334. Перебуває у віданні ДП «Недригайлівський агролісгосп» (кв. 86, вид. 6.1, 8.1). 
Територія заказника являє собою ділянку балки з лучно-степовою та деревно-чагарниковою рослинністю. Балка з'єднана із заплавою річки Сула.